# Riksväg 71
Riksväg 71 var mellan 1962 och 2012 vägen Borlänge–Djurås–Björbo–Malung, 2000–2012 även fortsättningen via Sälen till norska gränsen. Vägnumret ersattes 2012 av E16 på sträckan Borlänge–Malung och riksväg 66 på sträckan Björbo–norska gränsen. Vägen var samskyltad med riksväg 70 från Borlänge till Djurås.
Innan 1962 var den blivande riksväg 71, länshuvudväg 246 (Djurås–Björbo) och länshuvudväg 250 (Köping–Ludvika–Björbo–Vansbro–Malung–Sälen–Särna). Mellan 1962 och 2000 gick länsväg 297 Malung–Sälen–Särna, och Sälen–norska gränsen var övrig länsväg.